# 大熊和奏
大熊 和奏（おおくま わかな、2001年4月13日 - ）は、日本の女性声優、歌手。埼玉県出身。 2018 声優アーティスト育成プログラム・セレクション株式会社賢プロダクション合格者。賢プロダクション所属。Liella!メンバー。ソロプロジェクト「Spileben」（シュピレーベン）としても活動。

## 経歴
幼少期からアニメや歌うことに対して関心を持っており、高校時代は芸術高校に通い、演劇部に所属しながら演技について学んでいた。2022年にスクールデュオを卒業後、賢プロダクションに所属。
2020年に行われたメディアミックス作品『ラブライブ!スーパースター!!』のオーディションに参加、合格者である1期生の5人および鈴原希実（後に2期生）を除くオーディション参加者・新規応募者らが参加し行われた2期生オーディションに合格する。2022年、2期生として若菜四季役に選出され、Liella!のメンバーとなる。
2024年8月30日、ソロプロジェクト「Spileben」（シュピレーベン）として、アーティスト活動を開始することを発表した。

## 人物
声優になったきっかけとして、小学生の時に偶然見ていたアニメ（HUNTER×HUNTER）で声優という職業の存在を知り、その中で出演していた浪川大輔演じるヒソカに衝撃を受け、また登場人物のキルアを女性（伊瀬茉莉也）が演じていることにも衝撃を受ける。その後声優という職業を知っていくうちに宮野真守の存在を知り、今までは役者自体の露出は少ない職業だと思っていたが、声優という職業がもっとマルチに活動できる職業であることを知り、声優を志す意識が芽生えたと語っている。
主な特技はダンスであり、Liella!の活動で発揮することが多く、個人のニコニコ番組である「大熊和奏のベアーズビーアンビシャス」でも「踊ってみた動画」を投稿しファンの間で話題となった。好きなことは、歌うこと、音楽で、生き甲斐としている。
3人姉弟の長女で、3歳下の妹と6歳下の弟がいる。
好きな食べ物はチョコレート、鮭、3番目に鰻を挙げている。
旅行好きであり、宝塚歌劇団の公演に1人で行くなどしている。海外経験は、Liella!の公演で2023年に上海に行ったのが初だったという。行ってみたい国としてノルウェーやフランスなどを挙げている。
公式SNSは開設していないが、これは、自分の意思でやっていないと語っている。

## 出演
太字はメインキャラクター。

### テレビアニメ
- ラブライブ!スーパースター!!（2022年 - 2024年、若菜四季） - 2シリーズ[一覧 1]
- ゾン100〜ゾンビになるまでにしたい100のこと〜（2023年、襲いかかる女性ゾンビ）
- 最強タンクの迷宮攻略〜体力9999のレアスキル持ちタンク、勇者パーティーを追放される〜（2024年、女子生徒A）

### ゲーム
- ラブライブ! スクールアイドルフェスティバル（2022年 - 2023年、若菜四季）
- ラブライブ! スクールアイドルフェスティバル2 MIRACLE LIVE!（2023年 - 2024年、若菜四季[16]）
- セガNET麻雀 MJ（2024年、ダイサンゲン[17]）
- Stellar Blade（2024年、マザースフィア）
- モバイル·レジェンド: Bang Bang（2024年、燭心）
- 魔法少女ノ魔女裁判（2025年、黒部ナノカ[18]）
- 記憶の鍵盤

### 吹き替え

#### 映画
- エターナルズ（2021年、女子生徒3）
- ドクター・ストレンジ/マルチバース・オブ・マッドネス（2022年）
- アイビー+ビーン（ペイズリー）（2022年）
  - アイビー+ビーンのオバケたいじ
  - アイビー+ビーン：ダンスはイヤイヤ!?
- ゴヨ（2024年、タト）

#### ドラマ
- ミズ・マーベル（2022年）
- シカゴ・メッド シーズン8（2024年）

#### アニメ
- 龍族 -The Blazing Dawn-（2024年、スー・チェン〈蘇茜〉）

### 映画
- 屋根裏のラジャー（2023年）

### Webアニメ
- ハンドレッドノート（2024年、新島ノア）

### 配信番組
- 大熊和奏のベアーズビーアンビシャス（ニコニコ生放送・喜喜企画チャンネル、2023年 - ）[19]
- 結那 、22才はじめました。～生配信で一緒にスタートを切ろう！の会～（2023年9月27日、MCビッグベア）[20]

### 映像作品
- 大熊和奏のベアーズビーアンビシャス Bon Voyage 〜 沖縄編 〜（2024年）

### ラジオ
- 大熊和奏 朝のささやき（2023年 - 、AuDee）[21]

### その他コンテンツ
- StarryMonogatari Project（2024年 - 、マリア・アキジャン）

## ディスコグラフィ

### アルバム
|                                  | 発売日                           | タイトル                         | 規格品番                         | 規格品番                         | - オリコン - 最高位              |                                  |
| 初回限定盤                       | 発売日                           | タイトル                         | 通常盤                           |                                  | - オリコン - 最高位              |                                  |
| バンダイナムコミュージックライブ | バンダイナムコミュージックライブ | バンダイナムコミュージックライブ | バンダイナムコミュージックライブ | バンダイナムコミュージックライブ | バンダイナムコミュージックライブ | バンダイナムコミュージックライブ |
| -------------------------------- | -------------------------------- | -------------------------------- | -------------------------------- | -------------------------------- | -------------------------------- | -------------------------------- |
| 1stEp                            | 2024年11月2日                    | 序章                             | -                                | - FEARCL-008                     | -                                |                                  |

### キャラクターソング
| 発売日  | 商品名         | 歌       | 楽曲               | 備考                                                               |
| 2025年  | 2025年         | 2025年   | 2025年             | 2025年                                                             |
| ------- | -------------- | -------- | ------------------ | ------------------------------------------------------------------ |
| 1月22日 | 愛♡スクリ〜ム! | AiScReam | 「愛♡スクリ〜ム!」 | ラジオ番組『ラブライブ！シリーズのオールナイトニッポンGOLD』関連曲 |
| 1月22日 | 愛♡スクリ〜ム! | AiScReam | 「ICE LIMIT」      | ラジオ番組『ラブライブ！シリーズのオールナイトニッポンGOLD』関連曲 |

## 書籍

### デジタル写真集
- INNOCENCE/「My Girl」PHOTO BOOK（2023年8月17日、KADOKAWA、撮影：佐野円香）[22]

### シリーズ一覧
1. ↑  第2期（2022年）、第3期（2024年）

### ユニットメンバー
1. ↑  黒澤ルビィ（降幡愛）、上原歩夢（大西亜玖璃）、若菜四季（大熊和奏）